# Ectemnonotops
Ectemnonotops is een geslacht van halfvleugeligen uit de familie schuimcicaden (Cercopidae). De wetenschappelijke naam van dit geslacht is voor het eerst geldig gepubliceerd in 1910 door Schmidt.

## Soorten
Het geslacht Ectemnonotops omvat de volgende soorten:
- Ectemnonotops kiauensis Lallemand, 1932
- Ectemnonotops luridifulva Schmidt, 1911
- Ectemnonotops marginalis Schmidt, 1910
- Ectemnonotops nitida Schmidt, 1910